# Antenariusowate
Antenariusowate, histrionowate (Antennariidae) – rodzina morskich, drapieżnych ryb żabnicokształtnych (Lophiiformes).

## Występowanie
Większość tropikalnych wód oceanicznych i morskich, z wyjątkiem Morza Śródziemnego, w strefie przydennej (bental) – z wyjątkiem pelagicznego rodzaju Histrio, na różnych głębokościach – od płytkich wód przybrzeżnych, aż do 300 m głębin. Sporadycznie spotykane w strefie umiarkowanej zachodniego Atlantyku i wodach południowej Australii. Znany jest tylko jeden gatunek (Antennarius biocellatus) wpływający do wód słonawych i słodkich.

## Cechy charakterystyczne
Ciało wysokie, krótkie, kuliste, lekko bocznie spłaszczone, głowa duża z szerokim otworem gębowym uzbrojonym w 2–4 rzędów nieregularnie rozmieszczonych zębów. Oczy położone wysoko. Otwory skrzelowe położone poniżej podstawy płetw piersiowych, odrzut wody wypychanej ze skrzeli jest wykorzystywany jako dodatkowa siła napędowa. Na głowie trzy kolce poprzedzające płetwę grzbietową, pierwszy przekształcony w illicium, pełniącego funkcję wabika dla ofiary. Illicium jest znacznie zróżnicowane w zależności od gatunku. Pęcherz pławny nie występuje u Kuiterichthys i Tathicarpus. Długość ciała dochodzi maksymalnie do 33 cm. Antenariusowate cechują duże zdolności kamuflowania – narośle skórne imitujące elementy podłoża, zdolność zmiany ubarwienia (mimetyzm). Samice składają ikrę w liczbie kilku tysięcy sztuk. Kilka gatunków opiekuje się ikrą. Niektóre wykorzystują ikrę jako przynętę dla ofiary. Ryby te żywią się rybami i skorupiakami.

## Klasyfikacja
Rodzaje zaliczane do tej rodziny:

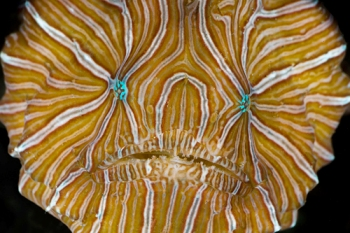
Histiophryne psychedelica

Allenichthys — Antennarius — Antennatus — Echinophryne — Fowlerichthys — Histiophryne — Histrio — Kuiterichthys — Lophiocharon — Nudiantennarius — Phyllophryne — Rhycherus — Tathicarpus